# Goran Bošković
Goran Bošković (11. oktobar 1976, Beograd) srpski je fudbalski vezista. Trenutno igra za FK Radnički Nova Pazova u srpskoj ligi Vojvodina .
Ranije, on je predstavljao nekoliko domaćih klubova, kao FK Mladost Lučani, Red Star Belgrade, FK Sutjeska Nikšić, FK Radnički Obrenovac, FK Zemun, FK Mladost Lučani, ali i u inostranstvu, kao turski klub Siirtspor, i kazahstanske klubove FC Irtysh Pavlodar, FC Kairat i FC Atyrau.

## Spoljašnje veze
- Profile and stats Архивирано на веб-сајту  (6. новембар 2014) at Srbijafudbal.